# یه چیزی منو گرفته
«یه چیزی منو گرفته» (انگلیسی: Something's Got a Hold on Me) ترانه‌ای از خواننده آمریکایی، اتا جیمز است. این ترانه توسط جیمز، لروی کرکلند و پرل وودز نوشته شده و تهیه‌کنندگی آن را لنرد چیس و فیل چیس بر عهده داشته‌اند. این اثر در سال ۱۹۶۲، به‌عنوان سومین تک‌آهنگ از آلبوم هم‌نام وی، در قالب صفحهٔ ۷ اینچی وینیل منتشر شد. از نظر موسیقایی، «یه چیزی منو گرفته» قطعه‌ای در سبک آراندبی است که عناصری از سول، بلوز و گاسپل را نیز در خود دارد. این ترانه پس از انتشار، به موفقیتی در سبک آراندبی دست یافت و در جایگاه چهارم جدول ترانه‌های داغ آراندبی/هیپ هاپ بیلبورد قرار گرفت.
«یه چیزی منو گرفته» توسط هنرمندان معاصر بسیاری بازخوانی و نمونه‌برداری شده است. جسیکا مائبوی، خواننده استرالیایی، نیز در سال ۲۰۱۳ نسخه‌ای از این ترانه را بازخوانی و به عنوان تک‌آهنگ منتشر کرد. این ترانه در صحنهٔ آغازین فیلم برندهٔ جایزهٔ بهترین فیلم اسکار به نام کودا (۲۰۲۱) پخش می‌شود.